# Comunità montana del Torre, Natisone e Collio
La Comunità montana del Torre, Natisone e Collio (Gorska skupnost Ter, Nadiža, Brda in sloveno) era una comunità montana che comprendeva 25 comuni ubicati in provincia di Udine e in provincia di Gorizia. La sede era a San Pietro al Natisone ed uffici della comunità erano presenti anche a Cormons e a Tarcento. Scopo dell'ente era la valorizzazione umana, sociale ed economica della comunità. Gli organi istituzionali dell'ente erano presidente, giunta e consiglio.
La comunità montana è stata soppressa il 1º agosto 2016 in attuazione della legge regionale n. 26 del 2014 e delle modifiche apportate con la legge regionale n. 10 del 2016, riguardanti il riordino degli enti locali. Le sue funzioni sono state prese in carico dalle rispettive UTI (unioni territoriali intercomunali).

## Elenco dei comuni
- Attimis
- Capriva del Friuli
- Cividale del Friuli
- Cormons
- Dolegna del Collio
- Drenchia
- Faedis
- Gorizia
- Grimacco
- Lusevera
- Magnano in Riviera
- Mossa
- Nimis
- Povoletto
- Prepotto
- Pulfero
- San Floriano del Collio
- San Leonardo
- San Lorenzo Isontino
- San Pietro al Natisone
- Savogna
- Stregna
- Taipana
- Tarcento
- Torreano